# 아미 카난 만
아미 카난 만(영어: Ami Canaan Mann 에이미 케이넌 맨[*], 영어 발음: /ˈeɪmi ˈkeɪnən mæn/, 1969년 ~ )은 영국 태생의 미국의 영화 감독, 텔레비전 감독, 텔레비전 작가이다. 감독 마이클 맨의 딸이다.

## 참여 작품

### 영화
- 텍사스 킬링 필드

### 텔레비전
- 뉴욕경찰 24시 (Tea and Sympathy)
- 프라이데이 나이트 라이츠 (드라마)
- 블랙리스트 (드라마)
- 시카고 메드
- 노 투모로우
- 남부의 여왕 (드라마)
- 파워 (미국의 드라마)
- 하우스 오브 카드 (미국의 드라마)
- 어 밀리언 리틀 씽즈
- 런어웨이즈 (드라마)